# Чемпионат Китая по международным шашкам среди мужчин 2015
Чемпионат Китая по международным шашкам среди мужчин 2015 прошёл в Гуанчжоу. В турнире участвовали 51 спортсмен. В турнире 4 место занял 11 летний шанхайского мальчик У Вей, который также набрал 13 очков, но уступил по коэффициенту, при он проиграл всего лишь одну партию Чжоу Вэю, досадно подставив в эндшпиле.

## Призёры
| Место | Участник    | Очки |
| ----- | ----------- | ---- |
| 1     | Гао Вэньлун | 14   |
| 2     | Ли Чжэнью   | 13   |
| 3     | Сюн Чжиюн   | 13   |